# Rue Louis-Morard

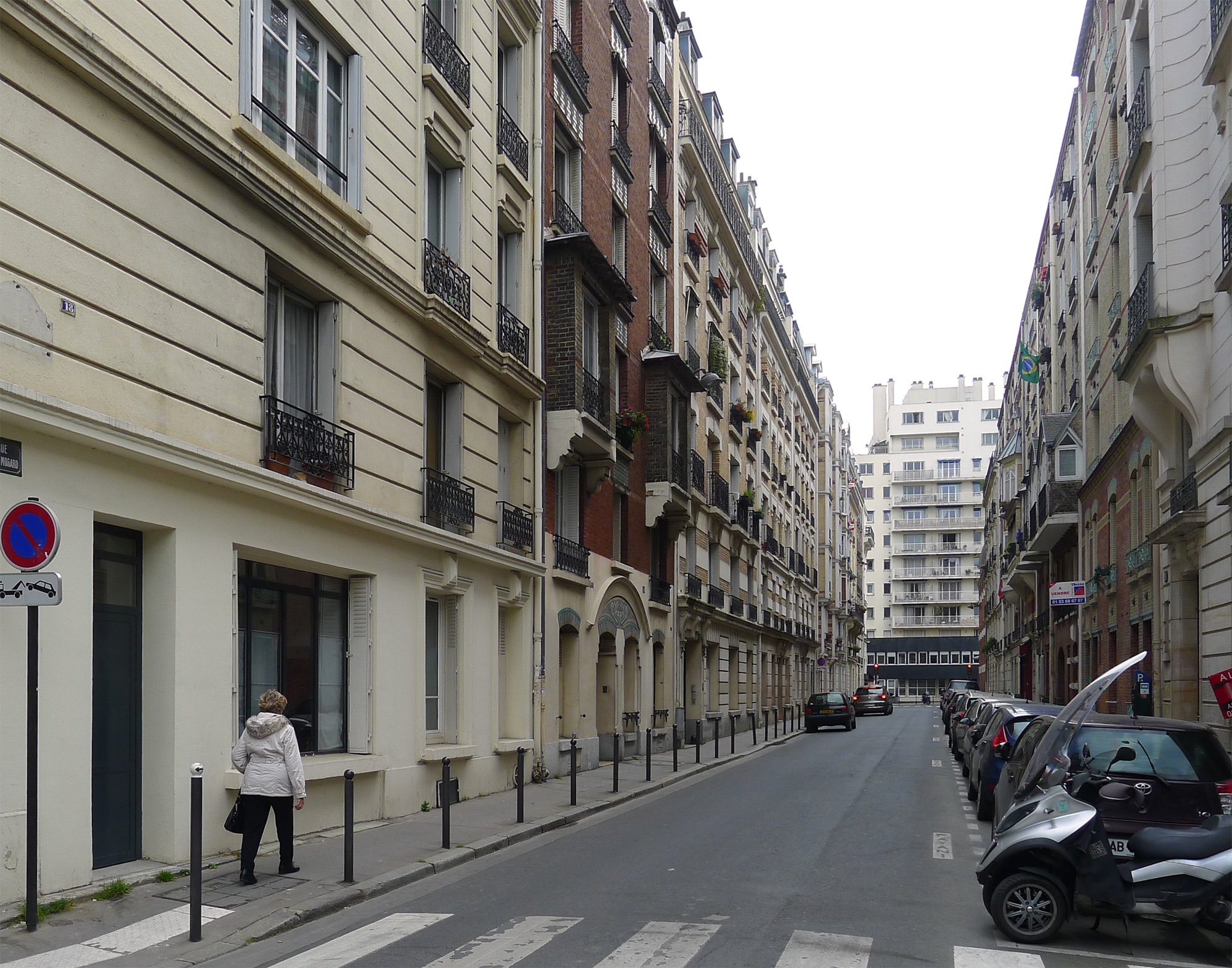
Rue Louis-Morard.

La rue Louis-Morard est une voie située dans le 14e arrondissement de Paris.

## Situation et accès
La rue aboutit à l'angle de la rue des Plantes, un peu plus au sud que la rue d'Alésia.

## Origine du nom
La rue tire son nom de celui d'un ancien propriétaire.

## Historique
Ouverte sous le nom de « rue Morard », elle prend sa dénomination actuelle en 1897, avant d'être classée dans la voirie de Paris, le 14 janvier 1933.

## Bâtiments remarquables et lieux de mémoire
Cette rue présente la particularité d'avoir de nombreuses façades polychromes ou décorées dans le style Art nouveau.
Les immeubles ont été construits majoritairement au début du XXe siècle, entre 1905 et 1919.
Les formes variées des bow-windows au deuxième étage et l’utilisation de briquettes émaillées distinguent cet ensemble d’immeubles mitoyens.
L’architecte et maitre d’œuvre Henri Robert a conçu une grande partie des immeubles de cette rue.

Exemples de façades
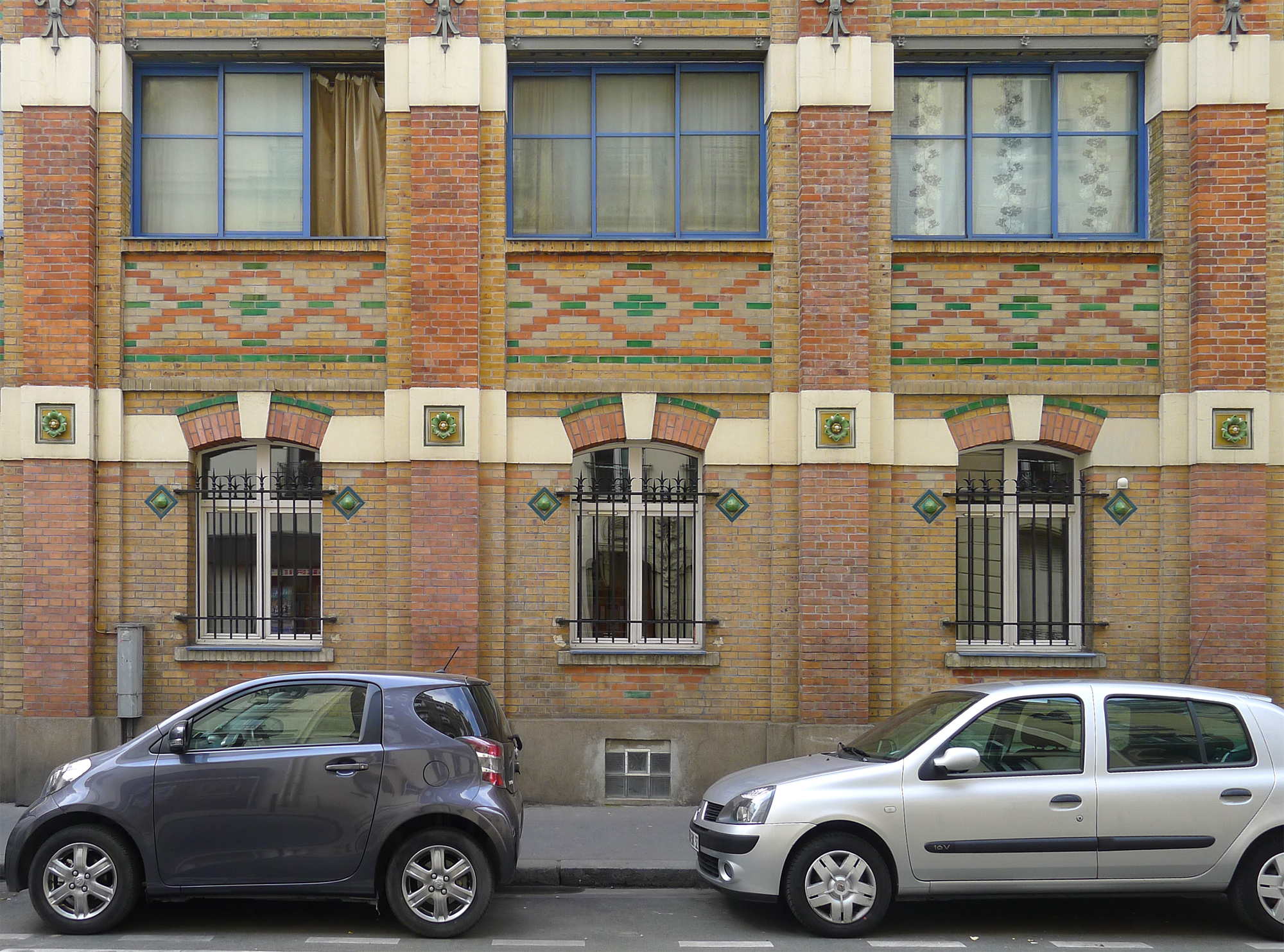
No 1.
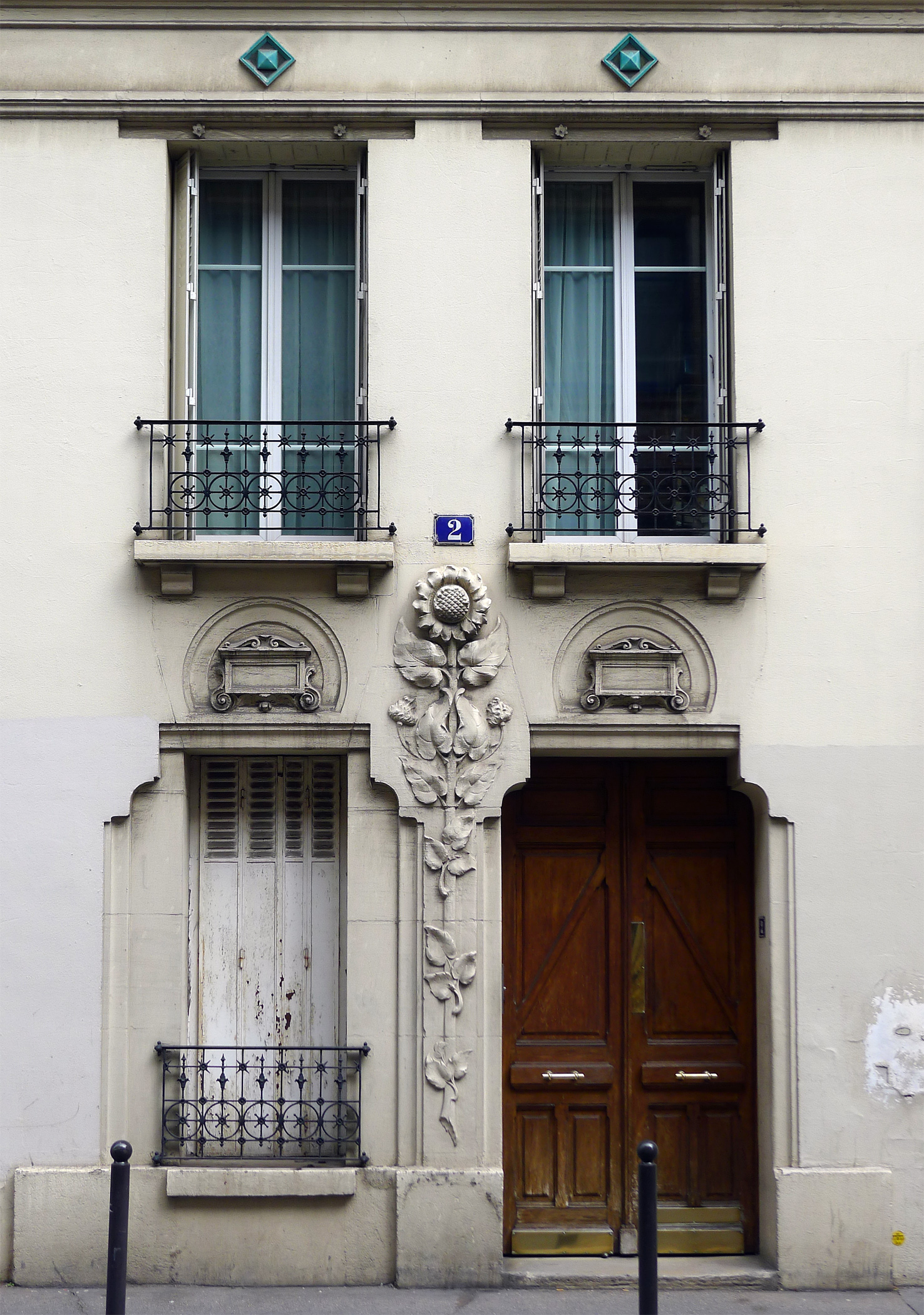
No 2.
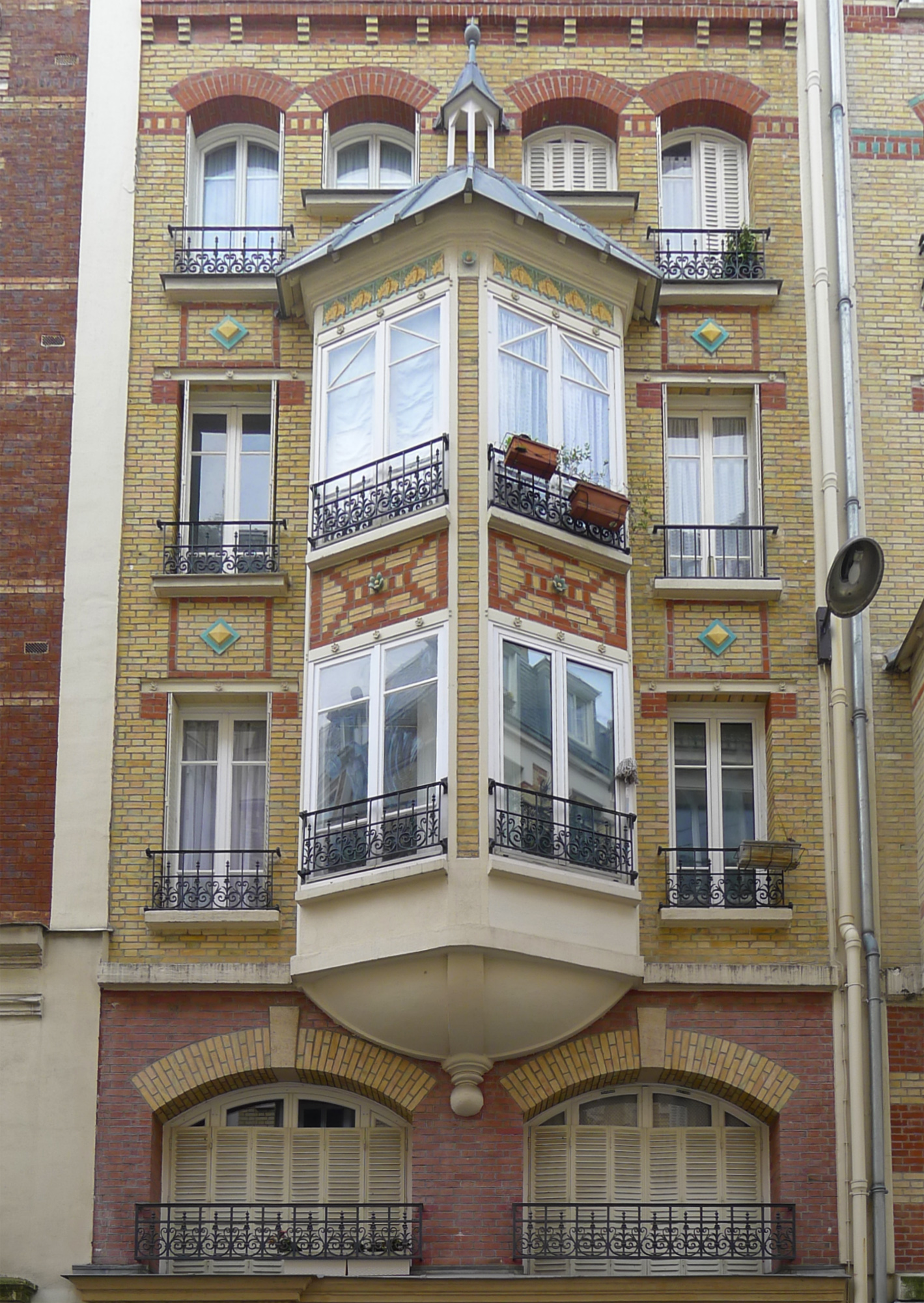
No 9.
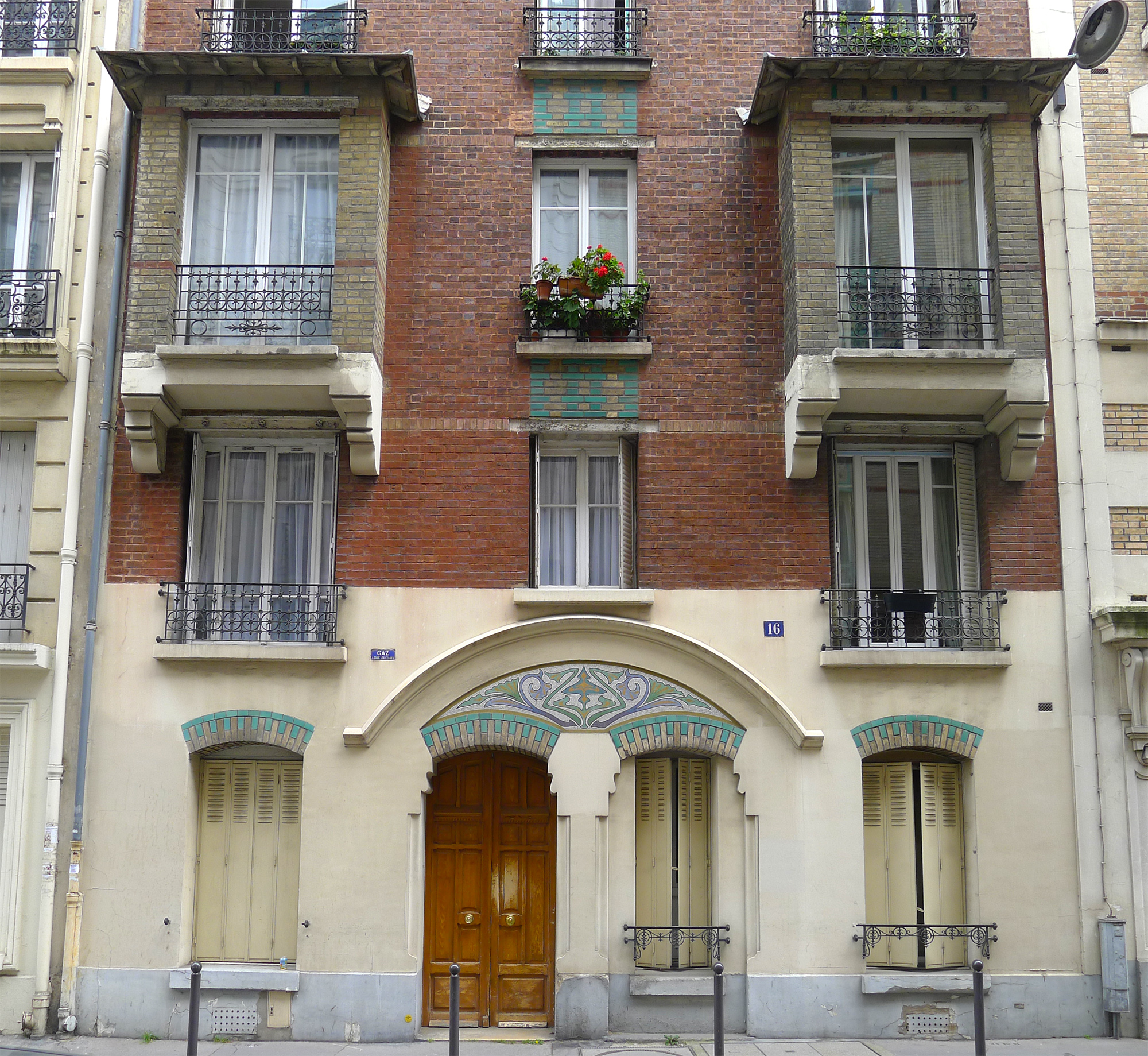
No 16.
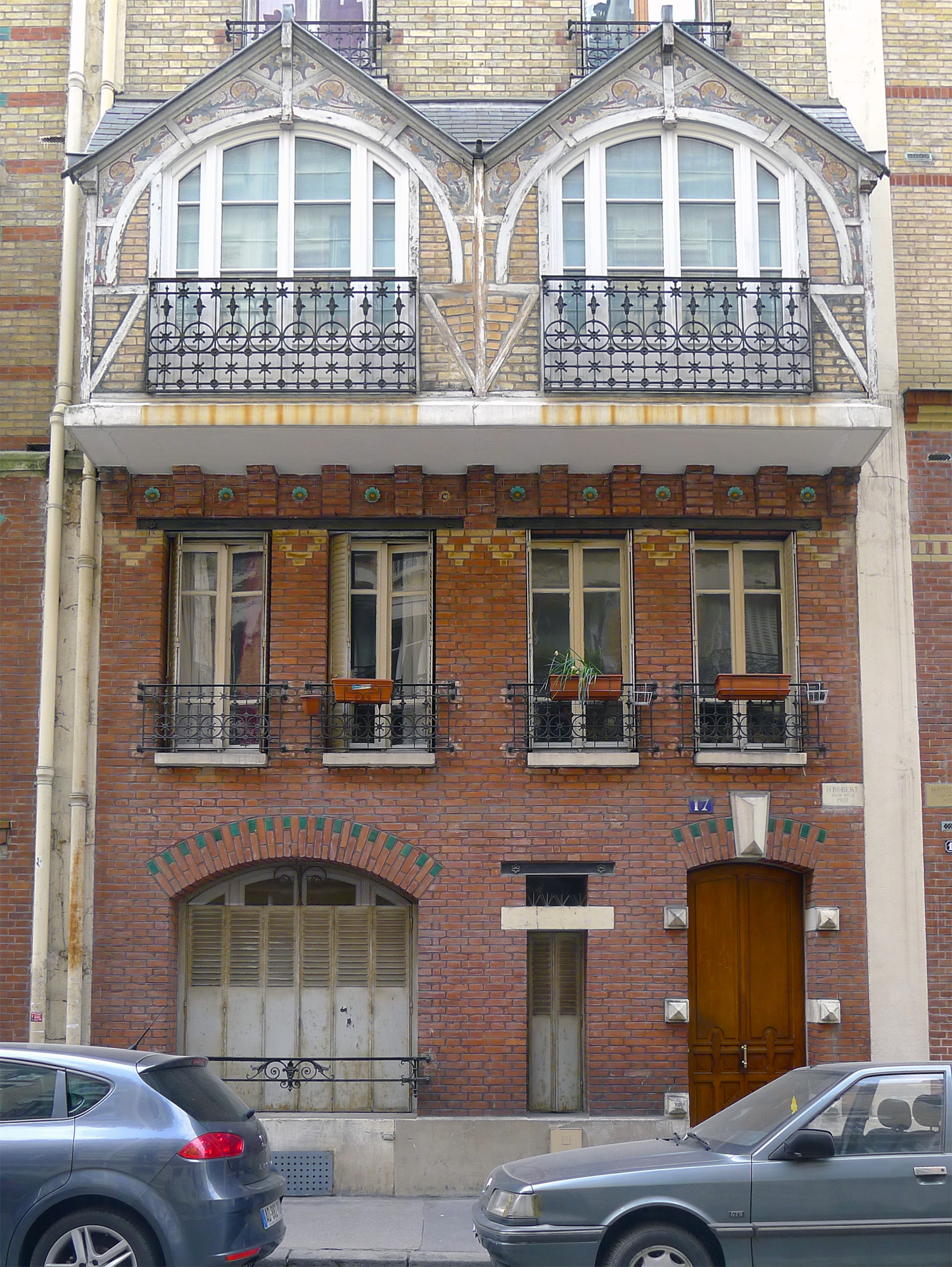
No 17.

En 2010, une publicité pour la sécurité routière a été tournée rue Louis-Morard.
Un projet de piétonnisation de la rue a été lancé sur le site louismorard.fr en novembre 2016.